# إجناسيا ألاماند
إجناسيا ألاماند (بالإسبانية: Ignacia Allamand)‏ هي عارضة وممثلة تشيلية، ولدت في 29 أغسطس 1981 بسانتياغو في تشيلي.

## أعمال

### أفلام
- (2008) حمل الرب
- (2015) نوك نوك

## وصلات خارجية
- إجناسيا ألاماند على موقع IMDb (الإنجليزية)
- إجناسيا ألاماند على موقع ألو سيني (الفرنسية)
- إجناسيا ألاماند على موقع أول موفي (الإنجليزية)
- إجناسيا ألاماند على موقع قاعدة بيانات الفيلم (الإنجليزية)
- إجناسيا ألاماند على موقع كينوبويسك (الروسية)